# José Chiarella
José Chiarella Espíritu (Lima, Perú, 7 de abril de 1929 - 22 de septiembre de 2019) fue un entrenador de fútbol peruano. Dirigió a varios clubes en Perú y Venezuela, y también a la Selección de fútbol de Perú.

## Biografía
Chiarella nació en el popular distrito de Surquillo, vecino de la calle González Prada. 
Fue durante mucho tiempo profesor de educación física, también siguió estudios de bioquímica farmacéutica.
Casado con Ivete Quinhoes de nacionalidad brasileña con quien tuvo tres hijos: Roxana, Roberto y Silvio.

## Trayectoria
En 1956 fue AT. y Preparador Físico en el Mariscal Sucre, al año siguiente fue su DT.
Luego fue entrenador del Unión América, KDT y del Ciclista Lima, también fue entrenador de Sport Boys en 1966, dirigió al club en 4 períodos distintos. Destacaron también sus 3 períodos distintos con el Defensor Lima. En esa década del 60 también fue profesor de Educación Física y DT. de la Selección del emblemático Colegio Nuestra Señora de Guadalupe. 
Estuvo también en Sporting Cristal, FBC Melgar, Carlos A. Manucci y Portuguesa Fútbol Club.
En 1979 dirigió la Selección juvenil que participó en el torneo Sub-20 en Uruguay. Fue entrenador de la Selección de fútbol de Perú en la Copa América 1979.

## Clubes
| Club                                  | País      | Año         |
| ------------------------------------- | --------- | ----------- |
| Mariscal Sucre                        | Perú      | 1957        |
| Unión América                         | Perú      | 1958 - 1960 |
| Ciclista Lima                         | Perú      | 1961        |
| KDT Nacional                          | Perú      | 1963        |
| Ciclista Lima                         | Perú      | 1964        |
| Sport Boys                            | Perú      | 1965 - 1966 |
| Porvenir Miraflores                   | Perú      | 1967 - 1968 |
| Sport Boys                            | Perú      | 1969        |
| Defensor Lima                         | Perú      | 1970        |
| Porvenir Miraflores                   | Perú      | 1971        |
| Deportivo Sima                        | Perú      | 1972        |
| Defensor Lima                         | Perú      | 1977        |
| Sport Boys                            | Perú      | 1978        |
| Selección de fútbol de Perú y Juvenil | Perú      | 1979        |
| Sport Boys                            | Perú      | 1980 - 1981 |
| Deportivo Municipal                   | Perú      | 1982        |
| Portuguesa Fútbol Club                | Venezuela | 1983        |
| Sporting Cristal                      | Perú      | 1984        |
| FBC Melgar                            | Perú      | 1985 - 1986 |
| Internazionale                        | Perú      | 1988        |
| Meteor S.C.                           | Perú      | 1990        |
| Carlos A. Manucci                     | Perú      | 1991 - 1992 |
| Defensor Lima                         | Perú      | 1993 - 1994 |